# Geoff Murphy
Geoff Murphy, született Geoffrey Peter Murphy (Wellington, 1938. október 12. – Wellington, 2018. december 3.) új-zélandi filmrendező, forgatókönyvíró, producer.

## Filmográfia

### Film
Filmrendező, forgatókönyvíró és producer
| Év   | Magyar cím              | Eredeti cím                      | Feladatkör | Feladatkör | Feladatkör   | Megjegyzések       |
| Év   | Magyar cím              | Eredeti cím                      | Rendező    | Író        | Producer     | Megjegyzések       |
| ---- | ----------------------- | -------------------------------- | ---------- | ---------- | ------------ | ------------------ |
| 1965 |                         | Hurry Hurry Faster Faster        | Nem        | Igen       | Nem          |                    |
| 1970 |                         | Tank Busters                     | Igen       | Nem        | Nem          | rövidfilm          |
| 1977 |                         | Dagg Day Afternoon               | Igen       | Igen       | Nem          | rövidfilm          |
| 1977 |                         | Wild Man                         | Igen       | Igen       | Nem          |                    |
| 1980 |                         | Goodbye Pork Pie                 | Igen       | Igen       | Igen         |                    |
| 1983 |                         | Utu                              | Igen       | Igen       | Igen         |                    |
| 1984 |                         | Mr. Wrong                        | Nem        | Igen       | Nem          |                    |
| 1985 | A néptelen Föld         | The Quiet Earth                  | Igen       | Nem        | Nem          |                    |
| 1988 |                         | Never Say Die                    | Igen       | Igen       | Igen         |                    |
| 1988 |                         | Mauri                            | Nem        | Nem        | Társproducer | rendezőasszisztens |
| 1990 | A vadnyugat fiai 2.     | Young Guns II                    | Igen       | Nem        | Nem          |                    |
| 1992 | Szabad préda            | Freejack                         | Igen       | Nem        | Nem          |                    |
| 1995 | Száguldó erőd           | Under Siege 2: Dark Territory    | Igen       | Nem        | Nem          |                    |
| 1997 | Dante pokla             | Dante's Peak                     | Nem        | Nem        | Társproducer | akciórendező       |
| 2000 | Fortress 2. – Pokoli űr | Fortress 2                       | Igen       | Nem        | Nem          |                    |
| 2001 |                         | Blerta Revisited                 | Igen       | Nem        | Igen         | dokumentumfilm     |
| 2004 |                         | Spooked                          | Igen       | Igen       | Igen         |                    |
| 2009 |                         | Tales of Mystery and Imagination | Igen       | Nem        | Nem          |                    |

Akciórendező
- A Gyűrűk Ura: A Gyűrű Szövetsége (2001)
- A Gyűrűk Ura: A két torony (2002)
- A Gyűrűk Ura: A király visszatér (2003)
- XXX 2 – A következő fokozat (2005)

### Televízió
| Év   | Magyar cím                | Eredeti cím            | Feladatkör | Feladatkör | Megjegyzések                      |
| Év   | Magyar cím                | Eredeti cím            | Rendező    | Író        | Megjegyzések                      |
| ---- | ------------------------- | ---------------------- | ---------- | ---------- | --------------------------------- |
| 1974 |                           | Uenuku                 | Igen       | Nem        | tévéfilm                          |
| 1974 |                           | Percy the Policeman    | Igen       | Igen       | 5 epizód                          |
| 1976 |                           | Blerta                 | Igen       | Igen       | rendező (6 epizód) író (5 epizód) |
| 1989 | Vörös király, fehér lovag | Red King, White Knight | Igen       | Nem        | tévéfilm                          |
| 1993 | Báránybőrben              | Blind Side             | Igen       | Nem        | tévéfilm                          |
| 1993 | Az utolsó törvényenkívüli | The Last Outlaw        | Igen       | Nem        | tévéfilm                          |
| 1996 | Ne nézz vissza!           | Don’t Look Back        | Igen       | Nem        | tévéfilm                          |
| 1998 | A hét mesterlövész        | The Magnificent Seven  | Igen       | Nem        | 1 epizód                          |
| 2000 | Hajsza az idővel          | Race Against Time      | Igen       | Nem        | tévéfilm                          |
| 2007 |                           | Welcome to Paradise    | Igen       | Nem        | televíziós sorozat                |